# RK Medveščak Zagreb
Der Rukometni klub Medveščak Zagreb (deutsch Handballklub Medveščak Zagreb) ist ein Handballverein aus dem Stadtteil Gornji Grad-Medveščak in Kroatiens Hauptstadt Zagreb. Der Verein trug auch die Namen Prvomajska, Coning Medveščak, Medveščak Osiguranje Zagreb, Medveščak Infosistem, Agram Medveščak, Medveščak NFD und Medveščak Konica Minolta.

## Geschichte
Der Verein wurde im Jahr 1936 gegründet. Ab 1952 wurde in der Halle Handball gespielt. Bereits im ersten Jahr feierte Zagreb die erstmals ausgetragene jugoslawische Meisterschaft. 1954 gelang die Titelverteidigung. Nach einem Jahrzehnt ohne vordere Platzierung wurde die Mannschaft 1964 zum dritten Mal Meister. Im Europapokal der Landesmeister 1964/65 erreichte man das Finale im französischen Lyon, in dem man dem rumänischen Vertreter Dinamo Bukarest mit 11:13 unterlag. 1966 gewann man den letzten Meistertitel. Bis 1991 kam man nur noch dreimal auf den dritten Rang. Im jugoslawischen Pokal war Zagreb 1970, 1978, 1981, 1986, 1987, 1989 und 1990 erfolgreich.
In der seit 1991 ausgetragenen kroatischen Meisterschaft, in der bisher nur der Stadtrivale RK Zagreb Meister wurde, wurde Medveščak 1993 Zweiter. Im kroatischen Pokal erreichte man 1992, 1993, 1994, 1999, 2006 und 2009 das Finale.
In der Saison 2022/23 spielt die Mannschaft in der dritten kroatischen Liga (2. HRL Sjever).

## Bekannte Persönlichkeiten
- Mirko Bašić
- Damir Bičanić
- Zvonimir Bilić
- Denis Buntić
- Patrik Ćavar
- Ivan Čupić
- Tomislav Farkaš
- Hrvoje Horvat
- Boris Jarak
- Zoran Jeftić
- Dragan Jerković
- Mario Kelentrić
- Nenad Kljaić
- Velimir Kljaić
- Marko Kopljar
- Zdravko Miljak
- Josip Milković
- Željko Musa
- Ivica Obrvan
- Egon Paljar
- Goran Perkovac
- Zlatan Saračević
- Dobrivoje Selec
- Irfan Smajlagić
- Vlado Šola
- Vjenceslav Somić
- Goran Šprem
- Lovro Šprem
- Vlado Stenzel
- Vladimir Šujster
- Renato Sulić
- Mate Šunjić
- Mario Tomić
- Ljubo Vukić
- Zdenko Zorko
- Zdravko Zovko